# THE BEETHOVEN
THE BEETHOVEN（ベートーヴェン）は、日本のヴィジュアル系ロックバンド。バデッグボックス所属。2013年1月結成。

## 概要
マコト（ドレミ團）、福助。（ADAPTER。）、那オキ（人格ラヂオ）、YURAサマ（Psycho le Cemu・Dacco）により2013年1月に結成。

名前のみの発表でそれ以外一切公開しないまま、2013年5月31日Shibuya O-WEST(現TSUTAYA O-WEST)にて結成を記念し初披露のワンマンライブを行った。

2014年11月28日、The Greatest Party1128　〜マコト生誕祭'14〜にてGtミネムラ アキノリの加入が発表された。

## メンバー
- マコト（Vocal/ボーカル）11月28日生まれ・O型・奈良県出身

ドレミ團、怪人二十面奏のボーカリストでもある。
- 福助。（Guitar/ギター）12月9日生まれ・O型・神奈川県出身

メトロノームのギタリスト、ADAPTER。のボーカリストでもある。
- ミネムラ アキノリ（Guitar/ギター）11月7日生まれ・A型・長野県出身

The Benjaminのギタリストでもある。2014年11月加入。
- 那オキ（Bass/ベース）3月23日生まれ

人格ラヂオのベーシスト、トータルプロデューサー、アレンジャーでもある。
- YURAサマ（Drams/ドラム）1979年9月12日生まれ・AB型・兵庫県出身

Psycho le CemuのDVD（ダンス、ボーカル、ドラム）・Daccoのメンバーでもある。

## 来歴
2013年
- 2013年1月　THE BEETHOVEN結成。
- 2013年5月31日　Shibuya O-WEST(現TSUTAYA O-WEST)結成記念ワンマンLIVE - THE BEETHOVEN -（チケットは発売開始数分で完売）ライブ当日には結成記念シングル「全部間違いなんだ、答えなど何処にも無い。」を会場限定で発売した。
- 6月11日　FOOL'S MATE channel 『THE BEETHOVEN 結成記念特番 -THE BEETHOVEN-』（ニコニコ生放送）
- 8月29日　OFFICIAL ARTIST BOOK "PRELUDE" 発売（FOOL'S MATE発行）
- 9月14日〜22日　THE BEETHOVEN Tour 2013 "Crime and Punishment"（全3公演ワンマンツアー）
- 10月2日　Cover Compilation Album「V-ANIME ROCKS evolution」発売（徳間ジャパンコミュニケーションズより発売。「ゆずれない願い」（魔法騎士レイアース）で参）[4]
- 11月28日　The Gratest Party1128 〜マコト生誕祭〜【渋谷Star lounge】（ワンマンライブ）
- 12月11日　1st Single「Neverland」発売（タイムリーレコードより発売。オリコンインディーズシングル週間ランキング初登場12位）

2014年
- 2月7日　THE BEETHOVEN presents "Versus Symphony #1"【池袋EDGE】（主催イベント）
- 2月26日　THE BEETHOVEN presents "Versus Symphony #2"【池袋EDGE】（主催イベント）
- 3月19日　2nd Single「Wonderful World」発売（タイムリーレコードより発売。オリコンインディーズシングル週間ランキング初登場7位）
- 3月23日　THE BEETHOVEN Spring ONE MAN Live'14 "Classical × Emotion"【新宿LOFT】（ワンマンライブ）
- 5月5日〜31日　1st Anniversary ONE MAN TOUR'14 "Classical × Distortion"（全4公演ワンマンツアー）
- 7月20日　THE BEETHOVEN presents "Versus Symphony #3"【池袋EDGE】（主催イベント）
- 7月21日　THE BEETHOVEN presents "Versus Symphony #4"【池袋EDGE】（主催イベント）
- 9月21日　THE BEETHOVEN ONE MAN LIVE YURAサマ(ドラマー)Birthday Party'14　〜祝いたいわい！〜【池袋EDGE】（ワンマンライブ）
- 11月28日　THE BEETHOVEN ONE MAN LIVE The Greatest Party1128　〜マコト生誕祭'14〜【渋谷Star lounge】（ワンマンライブ）

2015年
- 1月7日　3rd Single「奏想曲」発売（タイムリーレコードより発売。オリコンインディーズシングル週間ランキング初登場9位）[5]
- 1月13日　THE BEETHOVEN ONE MAN LIVE'15　「想」【高田馬場AREA】（ワンマンライブ）
- 5月31日　THE BEETHOVEN 2周年記念主催イベント「騒乱カオティックシンフォニー」【新宿BLAZE】
- 7月14日　4th Single「メドゥーサ」発売 (タイムリーレコードより発売。オリコンインディーズシングル週間ランキング初登場11位)
- 11月15日　THE BEETHOVEN presents「THE BEETHOVEN祭り2015」【渋谷WWW】
- 11月18日　1st Album「Elise」発売 (タイムリーレコードより発売)
- 11月20日～28日　THE BEETHOVEN ONE MAN TOUR 2015「エリーゼのために」(全4公演ワンマンツアー)

2016年
- 3月6日　THE BEETHOVEN PREMIUM ONE MAN 2016 黒服限定LIVE「Darkness of Decadence」【SHIBUYA REX】（ワンマンライブ）
- 5月31日　THE BEETHOVEN 3rd Anniversary ONE MAN LIVE 2016- Crassical × Overdive -【渋谷WWW】(ワンマンライブ)

## ディスコグラフィー
シングル
- 「全部間違いなんだ、答えなど何処にも無い。」（2013年5月31日）TB-0001 結成記念シングル ※会場限定（完売）
- 「Neverland」（2013年12月11日）TRCL-0088A、TRCL-0088B
- 「Wonderful World」（2014年3月19日）TRCL-0091A、TRCL-0091B
- 「奏想曲」（2015年1月7日）TRCL-0101A、TRCL-0101B
- 「メドゥーサ」(2015年7月15日)TRCL-0104A、TRCL-0104B

アルバム
- 「Elise」(2015年11月18日)TRCL-0111

参加作品
- 「V-ANIME ROCKS evolution」（2013年10月2日）TKCA-73994 参加曲「ゆずれない願い」（魔法騎士レイアース）[4]
- 「V-ANIME collaboration -homme-」（2014年3月26日）TKCA-74051 参加曲「STAND UP TO THE VICTORY 〜トゥ・ザ・ヴィクトリー〜」 （機動戦士Vガンダム）with桜井青（cali≠gari）「FLYING IN THE SKY」（機動武闘伝Gガンダム）with谷本貴義 ※那オキのみ参加[6]

その他
- OFFICIAL ARTIST BOOK "PRELUDE"（2013年8月29日）FOOL'S MATE発行